# Alfred Grenander (läkare)
Alfred Victor Grenander, född 5 maj 1836 i Augerums socken, Blekinge län, död 10 december 1896 i Vara, Skaraborgs län, var en svensk läkare. Han var far till Mea Lindeberg.
Grenander blev student vid Lunds universitet 1854, filosofie kandidat 1858, filosofie doktor 1859, medicine kandidat 1861 och medicine licentiat 1865. Han var distriktsläkare i Jämshögs provinsläkardistrikt, Blekinge län, 1866 och provinsialläkare i Naums provinsläkardistrikt, Skaraborgs län, 1867–1896.